# Maximiliano González (calciatore 2004)
Maximiliano David González (Monte Grande, 4 maggio 2004) è un calciatore argentino, centrocampista del Defensa y Justicia in prestito dal Lanús.

## Carriera

### Club
Cresciuto nel settore giovanile del Lanús, ha esordito in prima squadra il 13 settembre 2021 disputando l'incontro di Primera División vinto per 0-1 contro l'Independiente. Nel 2022 ha giocato 4 partite in Coppa Sudamericana.

### Nazionale
Nel gennaio del 2023 viene incluso da Javier Mascherano nella rosa della nazionale Under-20 argentina partecipante al campionato sudamericano di categoria in Colombia.

## Statistiche

### Presenze e reti nei club
Statistiche aggiornate al 2 maggio 2025.
| Stagione                  | Squadra                   | Campionato                | Campionato | Campionato | Coppe nazionali | Coppe nazionali | Coppe nazionali | Coppe continentali | Coppe continentali | Coppe continentali | Altre coppe | Altre coppe | Altre coppe | Totale | Totale |
| Stagione                  | Squadra                   | Comp                      | Pres       | Reti       | Comp            | Pres            | Reti            | Comp               | Pres               | Reti               | Comp        | Pres        | Reti        | Pres   | Reti   |
| ------------------------- | ------------------------- | ------------------------- | ---------- | ---------- | --------------- | --------------- | --------------- | ------------------ | ------------------ | ------------------ | ----------- | ----------- | ----------- | ------ | ------ |
| 2021                      | Lanús                     | PD                        | 2          | 0          | CA+CdL          | 0               | 0               | CS                 | 0                  | 0                  | -           | -           | -           | 2      | 0      |
| 2022                      | Lanús                     | PD                        | 12         | 0          | CA+CdL          | 2+8             | 0+1             | CS                 | 6                  | 0                  | -           | -           | -           | 28     | 1      |
| 2023                      | Lanús                     | PD                        | 1          | 0          | CA+CdL          | 0+1             | 0               | -                  | -                  | -                  | -           | -           | -           | 2      | 0      |
| gen.-ago. 2024            | Lanús                     | PD                        | 4          | 0          | CA+CdL          | 0+4             | 0               | CS                 | 4                  | 0                  | -           | -           | -           | 12     | 0      |
| Totale Lanús              | Totale Lanús              | Totale Lanús              | 19         | 0          |                 | 15              | 1               |                    | 10                 | 0                  |             | -           | -           | 44     | 1      |
| ago.-dic. 2024            | Defensa y Justicia        | PD                        | 5          | 0          | CA+CdL          | 0               | 0               | CS                 | 0                  | 0                  | -           | -           | -           | 5      | 0      |
| 2025                      | Defensa y Justicia        | PD                        | 9          | 0          | CA              | 0               | 0               | CS                 | 1                  | 0                  | -           | -           | -           | 10     | 0      |
| Totale Defensa y Justicia | Totale Defensa y Justicia | Totale Defensa y Justicia | 14         | 0          |                 | 0               | 0               |                    | 1                  | 0                  |             | -           | -           | 15     | 0      |
| Totale carriera           | Totale carriera           | Totale carriera           | 33         | 0          |                 | 15              | 1               |                    | 11                 | 0                  |             | -           | -           | 59     | 1      |